# Bahing jezik
Bahing jezik (bahing lo, baing, bainge rai, baying, bayung lo, pai lo, radi lo, rai, kiranti-bayung; ISO 639-3: bhj), sinotibetski jezik uže mahakirantske skupine, kojim govori 10 000 ljudi (Lee et al. 2005) u nepalskim distriktima Okhaldhunga i Solukhumbu.
Jedan je od dva sunwarska jezika, drugi je sunwari. Dijalekti su mu rumdali, tolocha i nechali. Etnička grupa Bahing pripada u širu skupinu Rai

## Vanjske poveznice
- Ethnologue (14th)
- Ethnologue (15th)